# Trichomyia piricornis
Trichomyia piricornis är en tvåvingeart som beskrevs av Freeman 1949. Trichomyia piricornis ingår i släktet Trichomyia och familjen fjärilsmyggor.
Artens utbredningsområde är Kongo. Inga underarter finns listade i Catalogue of Life.